# Tornérhjelmska huset
Tornérhjelmska huset är en byggnad från 1804 belägen på Fågelsångsgatan i Helsingborg. Byggnaden är en av Helsingborgs få centrala träbyggnader och blev byggnadsminne 1967.

## Arkitektur
Huset är uppfört i enkel klassicistisk stil, typisk för det tidiga 1800-talet. Det är 2 ½ våning högt och vilar på en hög, svarttjärad gråstenssockel. Från gatan upp till entrévåningen leder en dubbeltrappa i sten med smidesräcken upp mot den vita entrédörren. Fasaderna är klädda i gulmålad, stående locklistpanel och fönsterna är vitmålade. Fönstren i bottenvåningen är av mittpostmodell, spröjsade och något mindre, då dessa delar förr hyste kök och tjänstebostäder. Andra våningen har mer karaktär av en piano nobile, med höga, spröjsade korspostfönster. Taket är belagt med rött taktegel och halvvalmat vid gavlarna. Centralt på gatufasaden reser sig en tre fönster bred frontespis. Bakom huset gömmer sig en mindre trädgård, inhägnad av ett vitmålat staket, som nås från gatan via en granittrappa längs husets norra kortsidefasad.

## Historik

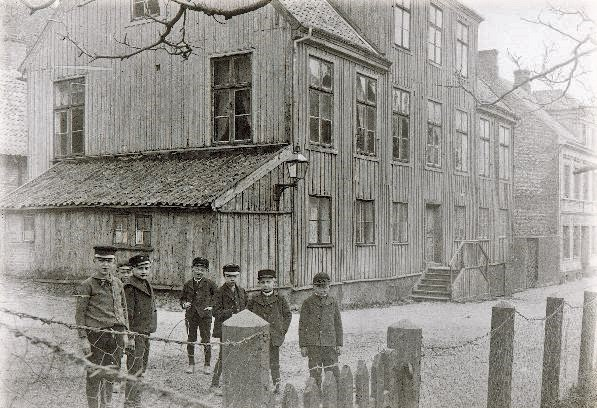
Tornérhjelmska huset 1892, innan Fågelsångsgatan utbyggnad, med sin ursprungliga dubbeltrappa och numera riven bod.

Marken som byggnaden numera står på låg i nordligaste änden av Helsingborgs medeltida bebyggelse, vid slutet av gatan Fuglesangen (nuvarande Fågelsångsgatan), som vid denna tid var en återvändsgränd. Under 1600-talet begränsades tomten i norr av stadens befästningar i form av Kullens bålverk. På Johannes Mejers karta över Helsingborg från 1657–1658 markeras ingen tomt på platsen, och på en fortifikationskarta från 1666 var området också obebyggt.
På Daniel Björkegrens och Carl Egerströms tomtkarta över Helsingborg från 1787 har en tomt markerats på platsen i slutet av Fågelsångsgatan och har fått beteckningen N:o 86. Ursprungligen låg på tomten en gård som i folkmun kallades "Storegården", vars huvudbyggnad var ett envånings korsvirkeshus uppfört i slutet av 1700-talet. Detta byggdes 1804 på med ytterligare våningar av dåvarande ägaren, landshövding Nils Silfverskiöld, vilket gav huset dess nuvarande utseende. Ombyggnaden var i linje med den förnyelse av stadens traditionella korsvirkesarkitektur i en riktning mot den nyklassicistiska gustavianska stil som var mer vanlig i resten av Sverige. Gården ägdes 1816 av chefen för den skvadron ur Mörnerska husarregementet (sedermera Kronprinsens husarregemente) som var förlagd i Helsingborg, överstelöjtnant Carl Emanuel Geijer. Geijer var befälhavare för skvadronen när den slog ner drängupploppet på Ringstorp den 10 juni 1811, då 500 drängar från Luggude härad hade samlats på Ringstorpshöjden vid valplatsen för slaget vid Helsingborg 1710 för att protestera mot extra utskrivningar av soldater under Napoleonkrigen. Till skillnad från de senare Klågerupskravallerna den 15 juni samma år krävde denna sammandrabbning inte några dödsoffer.
Geijer sålde senare vidare gården till ryttmästaren vid husarskvadronen, Adolf Fredrik von Horn, vilken sedan överlät gården till Knut Lundblad, även han ryttmästare vid samma skvadron. Gården kom senare att hamna i hovjägmästarinnan Aurore Tornérhjelms ägo och ärvdes senare av hennes son, överhovstallmästare Rudolf Tornérhjelm, en av Helsingborgs mer framstående kommunalpolitiker, och det är från släkten Tornérhjelm som byggnaden har sitt nuvarande namn. Vid denna tid beskrivs huset ha omgivits av en stor trädgård med tillhörande ekonomibyggnader i form av stall och magasin. Tornérhjelm ägde vid samma tid även tomterna N:o 83 och N:o 85 (Fågelsångsgatan 12 och 18–20).
Fastigheten köptes upp av Helsingborgs stad 1891 och i samband med detta togs huset i användning av KFUM, som i Helsingborg bildats samma år. Staden köpte år 1900 den strax norr därom liggande Jensenska trädgården och lät 1904 förlänga Fågelsångsgatan genom denna till Hälsovägen, vilket innebar att Tornérhjelmska husets ekonomibyggnader revs och trädgården försvann. Bygget av gatan innebar även att marknivån schaktades ner, varav husets höga sockel. Dubbeltrappan flyttades till huset 1908 och togs från Carl Henrik Rooths köpmansgård, varför smidesverket i trappräcket lyder "C.H.R. 1824". Under 1900-talets början nyttjades huset av livmedicus Hafström vid Hälsans Hälsobrunn och senare har byggnaden använts av stadens köttbesiktningsbyrå, hälsovårdsnämnden och Röda Korset. Sedan 1979 är huset i privat ägo och hyser numera tre lägenheter.

## Kulturhistoriskt skydd
Den 18 maj 1966 inkom en förfrågan hos Riksantikvarieämbetet att Tornérhjelmska huset skulle klassas som byggnadsminne och efter behandling byggnadsminnesförklarades huset den 16 januari 1967. Som motivation var att huset "bevarar egenarten hos gången tids byggnadsskick och med hänsyn härtill är att anse som synnerligen märkligt". Skyddsförklaringen stipulerade att byggnaden inte utan Riksantikvariens tillåtelse (numera beslutas detta av Länsstyrelsen i Skåne) fick rivas, flyttas eller ändras exteriört, samt att den ska få löpande underhåll av ägarna. Eftersom denna skyddsförklaring inte ansågs skydda byggnadens interiör, där bland annat andra våningens (piano nobile) ursprungliga empirinredning har bevarats till stor del, och där bottenvåningens kök och trapphuset till stor del var i ursprungligt skick. Därför utökades skyddsbestämmelserna den 26 januari 1978 till att även inkludera den ursprungliga inredningen.